# 千竈通
千竈通（ちかまとおり）は、愛知県名古屋市南区の地名。現行行政地名は千竈通1丁目から千竈通7丁目。住居表示未実施地域。

## 地理
名古屋市南区北部に位置する。東は北内町・城下町・松池町、西は塩屋町、南は寺部通、北は瑞穂区に接する。

## 歴史
江戸期の愛知郡山崎村と笠寺村の境界付近にあたる。

### 町名の由来
呼続町の小字名「千竈」による。一帯は塩田があり、製塩の過程で使用する塩竈に由来するという。
平安中期成立の『和名類聚抄』には、尾張国愛智郡に千竈郷が存在したことが記されている。かつては千竈郷を当地を含む名古屋市南区一帯に比定する説があったが、近年の研究で千竈郷は中村区南部から中川区北部であったのではないかと指摘されている。

### 沿革
- 1949年（昭和24年）8月18日 - 南区笠寺町および呼続町の各一部により、同区千竈通として成立[1]。
- 1988年（昭和63年）8月1日 - 一部が汐田町に編入される[5]。

## 世帯数と人口
2019年（平成31年）4月1日現在の世帯数と人口は以下の通りである。
| 町丁   | 世帯数  | 人口  |
| ------ | ------- | ----- |
| 千竈通 | 196世帯 | 332人 |

### 人口の変遷
国勢調査による人口の推移
| 2000年（平成12年） | 393人 | [ WEB 6 ] |  |
| 2005年（平成17年） | 361人 | [ WEB 7 ] |  |
| 2010年（平成22年） | 304人 | [ WEB 8 ] |  |
| 2015年（平成27年） | 311人 | [ WEB 9 ] |  |

## 学区
市立小・中学校に通う場合、学校等は以下の通りとなる。また、公立高等学校に通う場合の学区は以下の通りとなる。なお、小・中学校は学校選択制度を導入しておらず、番毎で各学校に指定されている。
| 丁目        | 小学校                                    | 中学校                                    | 高等学校 |
| ----------- | ----------------------------------------- | ----------------------------------------- | -------- |
| 千竈通1丁目 | 名古屋市立大磯小学校                      | 名古屋市立新郊中学校                      | 尾張学区 |
| 千竈通2丁目 | 名古屋市立大磯小学校                      | 名古屋市立新郊中学校                      | 尾張学区 |
| 千竈通3丁目 | 名古屋市立大磯小学校                      | 名古屋市立新郊中学校                      | 尾張学区 |
| 千竈通4丁目 | 名古屋市立大磯小学校                      | 名古屋市立新郊中学校                      | 尾張学区 |
| 千竈通5丁目 | 名古屋市立大磯小学校                      | 名古屋市立新郊中学校                      | 尾張学区 |
| 千竈通6丁目 | 名古屋市立大磯小学校 名古屋市立笠寺小学校 | 名古屋市立新郊中学校 名古屋市立本城中学校 | 尾張学区 |
| 千竈通7丁目 | 名古屋市立笠寺小学校                      | 名古屋市立本城中学校                      | 尾張学区 |

## 交通
- 国道1号[2]
- 名古屋高速3号大高線呼続料金所・呼続入口・笠寺入口[2]

## 施設
- 宝第一スカイハイツ[2]
- 岡崎信用金庫笠寺支店[2]

1959年（昭和34年）7月27日、岡崎信用金庫としては名古屋市内初の店舗として開業し、1966年（昭和41年）11月4日に移転。
- 名古屋市南図書館・名古屋市南文化小劇場
- 福田三商本社
- TEAR笠寺

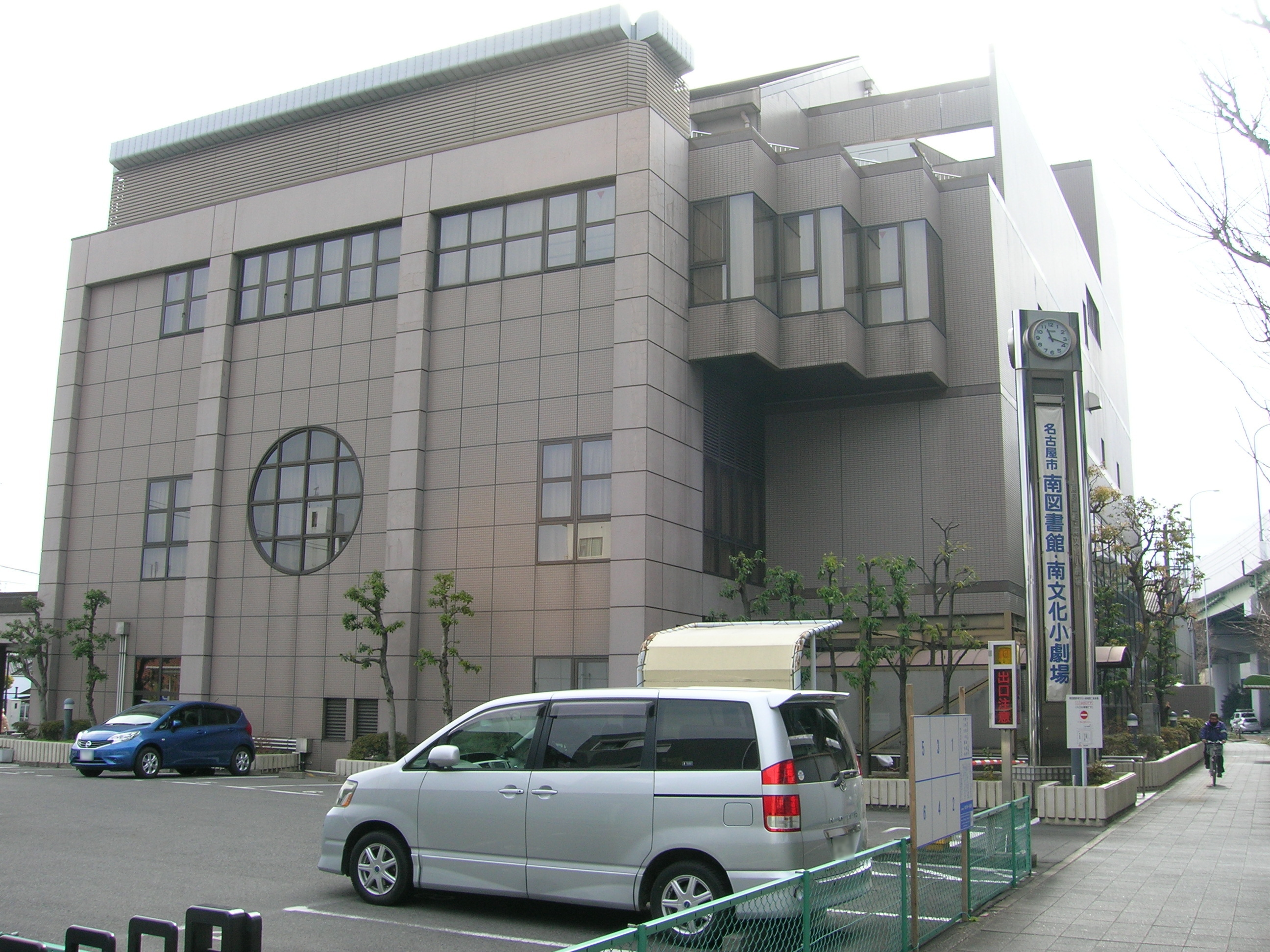
名古屋市南図書館・南文化小劇場

## その他

### 日本郵便
- 郵便番号 : 457-0071[WEB 3]（集配局：名古屋南郵便局[WEB 12]）。

### WEB
1. 1 2  “愛知県名古屋市南区の町丁・字一覧”.   人口統計ラボ. 2017年5月24日閲覧。
2. 1 2  “町・丁目(大字)別、年齢(10歳階級)別公簿人口(全市・区別)”.   名古屋市 (2019年4月22日). 2019年4月23日閲覧。
3. 1 2  “郵便番号”.  日本郵便. 2019年3月17日閲覧。
4. ↑  “市外局番の一覧”.   総務省. 2019年1月6日閲覧。
5. ↑  名古屋市役所市民経済局地域振興部住民課町名表示係 (2015年10月21日). “南区の町名”.   名古屋市. 2017年5月24日閲覧。
6. ↑  名古屋市役所総務局企画部統計課統計係 (2005年7月1日). “（刊行物）名古屋の町(大字)・丁目別人口 (平成12年国勢調査) 南区” (XLS). 2017年10月8日閲覧。
7. ↑  名古屋市役所総務局企画部統計課統計係 (2007年6月29日). “平成17年国勢調査　名古屋の町(大字)別・年齢別人口 南区” (XLS). 2017年10月8日閲覧。
8. ↑  名古屋市役所総務局企画部統計課統計係 (2012年6月29日). “平成22年国勢調査　名古屋の町(大字)別・年齢別人口 南区” (XLS). 2017年10月8日閲覧。
9. ↑  名古屋市役所総務局企画部統計課統計係 (2017年7月7日). “平成27年国勢調査　名古屋の町(大字)別・年齢別人口” (XLS). 2017年10月8日閲覧。
10. ↑  “市立小・中学校の通学区域一覧”.   名古屋市 (2018年11月10日). 2019年1月14日閲覧。
11. ↑  “平成29年度以降の愛知県公立高等学校（全日制課程）入学者選抜における通学区域並びに群及びグループ分け案について”.   愛知県教育委員会 (2015年2月16日). 2019年1月14日閲覧。
12. ↑  “郵便番号簿 2018年度版” (PDF).   日本郵便. 2019年4月23日閲覧。

### 文献
1. 1 2  名古屋市計画局 1992, p. 853.
2. 1 2 3 4 5 6  「角川日本地名大辞典」編纂委員会 1989, p. 1541.
3. ↑  名古屋市計画局 1992, p. 570.
4. 1 2  「角川日本地名大辞典」編纂委員会 1989, p. 823.
5. ↑  名古屋市計画局 1992, p. 851.
6. ↑  岡崎信用金庫五十年史編纂委員会 1976, p. 576.